# Tüskevár (film)
A Tüskevár Fekete István azonos című regényén alapuló film, melyet 2004 és 2010 között forgattak, majd 2012. október 4-én mutattak be Magyarországon.

## Szereplők
- Nagy Marcell (hangja: Kardos Bence) – Tutajos
- Péntek Bálint – Bütyök
- Kovács Lajos – Matula
- Détár Enikő – Kengyelné Éva
- Rékasi Károly – Kengyel
- Haumann Péter – osztályfőnök
- Szacsvay László – orvos
- Eperjes Károly – István
- Molnár Piroska – Piri mama
- Hirtling István – Tutajos apja
- Pogány Judit – Náncsi néni
- Nagy Enikő – Tutajos anyja
- Kovács Vanda – utazó hölgy

## Forgatás
A film forgatókönyvére 2005-ben 3 millió forintot adott a Magyar Mozgókép Közalapítvány, de a gyártást már nem támogatta, mert nem akarta támogatni egy korábbi film újraforgatását. A rendező Balogh György, aki nem az 1967-es sorozatot akarta újraforgatni, hanem új elképzelései voltak a filmváltozatról, más források segítségével elkezdte a forgatást, a befejezésre azonban már nem maradt anyagi fedezet, állami támogatást pedig nem kapott a produkció. A Focus Fox utómunka-stúdió társproducerként beszállt a munkálatokba a hiányzó 10-15 millió Ft-tal. A film összköltsége 80- 85 millió forint volt. Az eredeti tervek szerint 300 millió forintból készült volna. A felvételeket végül 2012 áprilisában fejezték be. A Kis-Balaton és Csongrád környékén folytak a forgatások.
A több éves forgatásnak köszönhető, hogy a nyári jeleneteket még 2004-ben vették föl, 2005-ben következtek a viharjelenetek, 2010-ben pedig a hőlégballonos légifelvételekkel folytatták a munkát. A hosszú idő miatt a 2004-ben még gyerek Nagy Marcell hangját másnak kellett utószinkronizálni. Az Index.hu-nak adott interjúban Balogh elmondta, hogy ifj. Fekete István megköszönte neki, hogy visszaadta az édesapját és az emlékét.

## Fogadtatás
A PORT.hu kritikájában dicséri a zenét, a képi világot, azonban az akciójelenetek több technikai hiányossággal küzdenek. A jelenetek követik ugyan az alapmű és az 1967-es televíziós sorozat eseményeit, de időnként nem következnek egymásból. A főszereplők közül Tutajost még elfogadhatónak véli a cikkíró, de sem Bütyök, sem István bácsi nincs igazán jól eltalálva. A Cinema City országos tesztvetítés sorozatában, melyben főként pedagógusok, kisebb számban gyerekek látták a filmet, az 1255 tesztnéző összességében 4,5-re osztályozta a filmet. Az új változat Matula bácsija, Kovács Lajos szerint jó esély van arra, hogy a mai mozinézőknek tetszeni fog az új szereposztás.